# Agnès de Dieu
Pour plus de détails, voir Fiche technique et Distribution.
Agnès de Dieu (titre original : Agnes of God) est un film américain réalisé par Norman Jewison, sorti en 1985.

## Synopsis
Dans les années 1980, au Canada, le Dr Martha Livingston (Jane Fonda) est psychiatre. Elle est chargée par le tribunal d'établir un diagnostic concernant une jeune nonne du couvent des Petites Sœurs de Marie Madeleine. Sœur Agnès est en effet accusée d'avoir assassiné le bébé qu'elle a mis au monde quelques semaines auparavant.
Martha constate très vite qu'Agnès est une jeune fille psychologiquement très fragile. Très vite encore, elle s'oppose à la mère supérieure du couvent, Mère Myriam Ruth, qui entend protéger Agnès d'un monde dont elle ignore tout.

## Fiche technique
- Titre : Agnès de Dieu
- Titre original : Agnes of God
- Réalisation : Norman Jewison
- Scénario : John Pielmeier (en) d'après sa pièce éponyme
- Production : Norman Jewison et Patrick J. Palmer
- Société de production : Columbia Pictures
- Musique : Georges Delerue
- Photographie : Sven Nykvist
- Costumes : Renée April
- Montage : Antony Gibbs (en)
- Pays d'origine : États-Unis
- Format : Couleurs - 1,85:1 - Dolby
- Genre : Drame, thriller
- Durée : 98 minutes
- Date de sortie : 1985

## Distribution
- Jane Fonda (VF : Annie Balestra) : Dr Martha Livingston
- Anne Bancroft (VF : Danielle Volle) : Mère Miriam Ruth
- Meg Tilly (VF : Sabine Haudepin) : Sœur Agnès
- Anne Pitoniak (VF : Paule Emanuele) : Mère du Dr Livingston
- Winston Rekert : Dét. Langevin
- Gratien Gélinas (VF : Henri Labussière) : Père Martineau
- Guy Hoffman : Juge Joseph Leveau
- Gabriel Arcand (VF : Jean-Pierre Dorat) : Monseigneur
- Françoise Faucher (VF : Jacqueline Staup) : Ève LeClaire
- Jacques Tourangeau : Eugène Lyon
- Janine Fluet : Sœur Marguerite
- Françoise Berd : Sœur Thérèse
- Mimi D'Estée : Sœur Elizabette
- Victor Désy (VF : Michel Beaune) : Bibliothécaire
- Charlotte Laurier : Jeune prostituée
- André Lacoste : Patient
- Deborah Grover (VF : Maïk Darah) : Sœur Anne

## Distinctions
- Pour leurs prestations dans le film, Anne Bancroft et Meg Tilly furent nommées aux Oscars, respectivement dans la catégorie Meilleure actrice et Meilleure actrice dans un second rôle.
- La musique de Georges Delerue fut également nommée pour l'Oscar de la meilleure musique en 1986.